# Tuki Brando
Tuki Brando (Tahiti, 26 juni 1990) is een Frans-Polynesisch model. Hij heeft onder andere fotoshoots gedaan voor Versace. Brando is de kleinzoon van de Oscarwinnaar Marlon Brando en diens derde vrouw Tarita Teriiapa.

## Persoonlijk
Brando's moeder Cheyenne Brando was een actrice en model. Zij pleegde in 1995 zelfmoord. Zijn vader, Dag Drollet, werd door zijn oom, Christian Devi Brando, vermoord in 1990. Tuki Brando studeert naast zijn carrière als model geneeskunde in Frankrijk. Hij werd opgevoed door zijn grootmoeder (Tarita).